# Piacenza Sportiva 1941-1942
Questa pagina raccoglie le informazioni riguardanti il Piacenza Sportiva nelle competizioni ufficiali della stagione 1941-1942.

## Stagione
Nella stagione 1941-1942 il Piacenza con 31 punti si è piazzato in ottava posizione di classifica nel girone C del campionato di Serie C, il torneo è stato vinto con 51 punti dalla coppia Varese e Vigevano, i varesini si sono aggiudicati lo spareggio e hanno partecipato al girone B finale, non raggiungendo la promozione, in Serie B sono saliti da questo girone Palermo ed Anconitana.
In casa piacentina, in questo seconda stagione di guerra nella quale alcuni atleti indossano il grigioverde e partono per il fronte, il presidente Remo Pecci ha rafforzato la squadra, reduce da una stagione disastrosa. Dal Codogno sono arrivati la punta Andreano Ganelli, fratello di Luigi ex biancorosso, che in stagione realizzerà 11 reti, il centrocampista Francesco Fiorani che rimarrà a Piacenza undici stagioni e l'ala Aldo Soresini, dalla Cremonese è arrivata la punta Franco Bulloni che segnerà 12 reti in sole 11 partite, di cui una cinquina alla Redaelli in una partita. La squadra biancorossa guidata dall'allenatore Angelo Arcari disputa un tranquillo campionato, lontana sia dai clamori del vertice, che dalle preoccupazioni di classifica.

## Rosa
| N. |                   | Ruolo | Calciatore        |
| -- | ----------------- | ----- | ----------------- |
|    | Italia (bandiera) | P     | Primo Acerbi      |
|    | Italia (bandiera) | A     | Vittorio Azzali   |
|    | Italia (bandiera) | P     | Carlo Borghesio   |
|    | Italia (bandiera) | C     | Angelo Brandolini |
|    | Italia (bandiera) | C     | Italo Brugola     |
|    | Italia (bandiera) | A     | Franco Bulloni    |
|    | Italia (bandiera) | A     | Alberto Busconi   |
|    | Italia (bandiera) | A     | Franco Concesi    |
|    | Italia (bandiera) | C     | Gino Ferrari      |
|    | Italia (bandiera) | C     | Francesco Fiorani |
|    | Italia (bandiera) | A     | Angelo Frassi     |
|    | Italia (bandiera) | A     | Antonio Gandolfi  |
|    | Italia (bandiera) | A     | Andreano Ganelli  |

| N. |                   | Ruolo | Calciatore                |
| -- | ----------------- | ----- | ------------------------- |
|    | Italia (bandiera) | A     | Antonio Gatti             |
|    | Italia (bandiera) | A     | Giorgio Grossi            |
|    | Italia (bandiera) | D     | Giovanni Malchiodi        |
|    | Italia (bandiera) | D     | Edmondo Mazzocchi         |
|    | Italia (bandiera) | C     | Enzo Melandri             |
|    | Italia (bandiera) | D     | Giovanni Luciano Molaschi |
|    | Italia (bandiera) | C     | Mario Rossi               |
|    | Italia (bandiera) | A     | Aldo Soresini             |
|    | Italia (bandiera) | D     | Franco Torreggiani        |
|    | Italia (bandiera) | A     | Renzo Toscani             |
|    | Italia (bandiera) | C     | Santino Vaccari           |
|    | Italia (bandiera) | D     | Gino Vaghini              |
|    | Italia (bandiera) | D     | Corrado Zorzin            |

## Risultati

### Girone di andata
| Arbitro: | Bianchi (Firenze) |

|                                  |           |            |
| Soresini 22’, 36’ A. Ganelli 76’ | Marcatori | 17’ Taroni |

| Domodossola 2 novembre 1941 2ª giornata | Juventus Domo        | 0 – 0 | Piacenza | Campo Curotti\| Arbitro: \| Di Pasquale (Varese) \| |
| Arbitro:                                | Di Pasquale (Varese) |       |          |                                                     |

| Arbitro: | Piglione (Reggio Emilia) |

|             |           |              |
| Bulloni 10’ | Marcatori | 59’ Anastasi |

| Arbitro: | Piccinelli (Modena) |

|                             |           |              |
| Moscatello 52’ Spinicci 54’ | Marcatori | 49’ Melandri |

| Arbitro: | Buratti (Milano) |

|                |           |                                               |
| A. Ganelli 49’ | Marcatori | 36’ Cristina 51’ (aut.) Molaschi 73’ Mattioni |

| Arbitro: | Rossi (Milano) |

|                                  |           |  |
| Subinaghi 35’, 59’ Ghirlanda 63’ | Marcatori |  |

| Arbitro: | Cipriani (Milano) |

|                                        |           |                                              |
| Gandolfi 29’ Soresini 44’ Melandri 89’ | Marcatori | 35’ Toscano 60’ Molina 67’ (rig.) Galimberti |

| Arbitro: | Ferrari (Vicenza) |

|  |           |                                          |
|  | Marcatori | 20’ Gandolfi 70’ A. Ganelli 85’ Soresini |

| Arbitro: | Carpani (Milano) |

|             |           |                        |
| Fossati 56’ | Marcatori | 42’, 55’, 80’ Gandolfi |

| Arbitro: | Rossi (Milano) |

|                       |           |  |
| Gandolfi 4’, 20’, 24’ | Marcatori |  |

| Arbitro: | Matucci (Seregno) |

|                        |           |  |
| Torriani 29’ Galli 84’ | Marcatori |  |

| Arbitro: | Massironi (Offida) |

|                                                          |           |                      |
| Fiorani 6’ Soresini 40’ Vaghini 66’ Mazzocchi 85’ (rig.) | Marcatori | 45’ (aut.) Mazzocchi |

| Arbitro: | Rossi (Milano) |

|               |           |             |
| Toia 34’, 40’ | Marcatori | 62’ Fiorani |

| Arbitro: | Bogetti (Torino) |

|              |           |  |
| Melandri 74’ | Marcatori |  |

| Seregno 2 febbraio 1942 15ª giornata | Seregno        | 0 – 0 | Piacenza | Stadio Ferruccio Trabattoni\| Arbitro: \| Rossi (Milano) \| |
| Arbitro:                             | Rossi (Milano) |       |          |                                                             |

### Girone di ritorno
| Como 15 febbraio 1942 16ª giornata | Como             | 0 – 0 | Piacenza | Stadio Giuseppe Sinigaglia\| Arbitro: \| Calvari (Milano) \| |
| Arbitro:                           | Calvari (Milano) |       |          |                                                              |

| Piacenza 22 febbraio 1942 17ª giornata | Piacenza         | 0 – 2 A Tav. | Juventus Domo | Stadio del Littorio\| Arbitro: \| Calvari (Milano) \| |
| Arbitro:                               | Calvari (Milano) |              |               |                                                       |

| Arbitro: | Masini (Genova) |

|                                  |           |  |
| Maino 9’ Di Cuonzo 25’, 27’, 54’ | Marcatori |  |

| Arbitro: | Di Pasquale (Varese) |

|                                                       |           |                          |
| Bulloni 24’, 54’ A. Ganelli 39’ Bulloni 71’, 83’, 85’ | Marcatori | 54’ Carelli 82’ Lombardo |

| Arbitro: | Porcile (Lodi) |

|           |           |  |
| Ricci 15’ | Marcatori |  |

| Arbitro: | Zilli (Reggio Emilia) |

|                               |           |                                      |
| Fiorani 12’ Melandri 26’, 49’ | Marcatori | 5’ Subinaghi 18’ Bertuzzi 75’ Moroni |

| Arbitro: | Codeluppi (Lodi) |

|                                                              |           |  |
| Toscano 8’ Allegri 32’ Garavelli 53’ Rigamonti 65’ Corti 85’ | Marcatori |  |

| Arbitro: | Caprioli (Parma) |

|                                                               |           |          |
| Grossi 7’ Melandri 11’, 85’ Bulloni 16’, 43’ Ganelli 58’, 75’ | Marcatori | 77’ Sala |

| Arbitro: | Cazzamalli (Crema) |

|             |           |  |
| Bulloni 34’ | Marcatori |  |

| Arbitro: | Motta (Milano) |

|                                          |           |                        |
| Bianchi 60’ Valari 84’ (rig.) Strada 87’ | Marcatori | 30’ Bulloni 77’ Grossi |

| Arbitro: | Gorla (Lodi) |

|                                             |           |                                    |
| Bulloni 16’, 35’ Brugola 18’ A. Ganelli 66’ | Marcatori | 13’, 29’, 83’ Tagliani 33’ Brusati |

| Arbitro: | Zavattaro (Casale Monferrato) |

|                                  |           |  |
| Andoardi 3’ (rig.) 88’ Hofer 32’ | Marcatori |  |

| Arbitro: | Magelli (Modena) |

|                                                  |           |  |
| Brugola 39’, 61’ A. Ganelli 70’ Brugola 63’, 83’ | Marcatori |  |

| Arbitro: | Rossi (Cremona) |

|               |           |                                            |
| Tagliabue 33’ | Marcatori | 7’ (rig.) Mazzocchi 23’ Ganelli 72’ Grossi |

| Arbitro: | Andreoni (Milano) |

|                                                        |           |            |
| Grossi 32’ Vaghini 43’ Brugola 75’ A. Ganelli 83’, 85’ | Marcatori | 70’ Canali |